# Paramussardia flavoscutellata
Paramussardia flavoscutellata – gatunek chrząszcza z rodziny kózkowatych i podrodziny zgrzypikowych. Jedyny przedstawiciel rodzaju Paramussardia.

## Zasięg występowania
Gatunek ten występuje na Madagaskarze.